# Дром (театр)
Цыганский театр «Дром» (Финляндия) является первым и единственным в скандинавских странах профессиональным цыганским театром.
Театр основал в 1976 году международно лидирующий цыганский писатель, а также драматург и режиссёр Вейо Балтцар. Театр «Дром» активно выступал по всей Финляндии и за границей до конца 1980-х, поставив за это время множество пьес. Этот театр, родившийся на основе театрального цыганского курса при Театральной академии, быстро получил статус профессионального. Театральный Центр Финляндии наградил «Дром» в 1981 году за творческие достижения (Theatre Act of the Year prize). Вейо Балтцар сам писал тексты, был преподавателем, режиссёром и руководителем. Другими режиссёрами в театре были Илкка Ванне и Лиза Исотало, за музыкальную часть отвечал Тони Эделманн.
Театр «Дром» показал цыганскую культуру и познакомил финнов с нею художественными средствами, в то же время расширяя и развивая самосознание цыган знаниями о своих корнях и духовных ценностях нации. В настоящее время название «Дром» носит активное объединенияе творчества и культуры, основателем и председателем которого Балцар является (www.drom.fi). «Дром» — название также музыкального ансамбля, исполняющего современную цыганскую музыку. Автором слов исполняемых ими песен является Вейо Бальцар.